# Adoma
Az adoma az ad igéből a nyelvújítás során szabálytalanul alkotott szó, nagyjából 'adalék' v. 'adatka' jelentéssel. Rokon fogalma az anekdotának, amelytől abban tér el, hogy az adoma teljes egészében kitalált, fiktív szereplőket (pl. ravasz kereskedő, furfangos paraszt) vonultat fel, míg az anekdoták rendelkeznek némi igazságalappal, s rendszerint egy-egy ismertebb személyhez kötődnek.

## Jellemzői
Kisebb epikai elbeszélő műfaj, melynek tárgya egyes személyekhez vagy társadalmi osztályokhoz fűződő, kitalált, de mindig reális történet, tömör, kerek szerkezettel és meglepő fordulattal, többnyire élces stílusú, humoros, olykor érzelmes hangulatú, s könnyed, jóízű előadásban. Az adoma a legszaporább irodalmi műfajok egyike, amely az élet bármely részével, helyzetével kapcsolatban megterem, és már az élőszóban könnyen megtalálja a műalakot. Az adomák legnagyobb része nem is kerül feljegyzésre. A jellemzés módjában rokon a tanmesével, kerüli a lelki fejlődés részletező rajzát, csak egy vonást emel ki élesen, de a rajzolt kép mindig reális, mindig szó szerint értendő, mentes bármiféle tanulságtól vagy metaforikus értelemtől. Célja közvetlenül a karakterjellemzés.

## Előadói, témák
Vannak kifogyhatatlan adomázók, akik természetes műérzékkel adják elő, terjesztik vagy éppen találják ki az adomákat. Az ügyes előadásmód mellett a tárgy mondanivalója biztosítja az adoma hatását. A jellemzetesség kerül előtérbe a történeti adomákban, melyek híres, közismert személyekről (nálunk pl. Mátyás királyról, Kinizsi Pálról vagy Deák Ferencről) vagy emlékezetes eseményekről forognak közszájon. Nagy számmal akadnak különböző társadalmi rétegek, osztályok sajátságait, furcsaságait megmutató adomák is, egy-egy típusszereplővel a középpontban. Ilyenek például a papokról, tudósokról, diákokról, katonákról, furfangos parasztokról (különösen székelyekről), zsidókról, élelmes cigányokról stb. szólók. Sokszor valamely közösség (pl. falu népe) egy ellenséges csoport bosszantására és kigúnyolására, nevetséges színben való feltüntetésére költ ilyen adomákat (pl. görgeiek, rátótiak). Ilyen adomákból nyomtatott gyűjteményeink is vannak, mint például Jókaitól A magyar nép élce.